# Thailand Open
A Thailand Open minden év szeptember–októberében megrendezett tenisztorna férfiak számára Bangkokban.
Az ATP 250 Series tornák közé tartozik, összdíjazása 608 500 dollár. A versenyen 32 versenyző vehet részt.
A mérkőzéseket kemény borítású, fedett pályákon játsszák, 2003 óta.

## Győztesek

### Egyéni
| Év   | Győztes            | Ellenfél a döntőben | Eredmény a döntőben |
| ---- | ------------------ | ------------------- | ------------------- |
| 2003 | Taylor Dent        | Juan Carlos Ferrero | 6-3, 7-6(5)         |
| 2004 | Roger Federer      | Andy Roddick        | 6-4, 6-0            |
| 2005 | Roger Federer      | Andy Murray         | 6-3, 7-5            |
| 2006 | James Blake        | Ivan Ljubičić       | 6-3, 6-1            |
| 2007 | Dmitrij Turszunov  | Benjamin Becker     | 6-2, 6-1            |
| 2008 | Jo-Wilfried Tsonga | Novak Đoković       | 7-6(4), 6-4         |
| 2009 | Gilles Simon       | Viktor Troicki      | 7–5, 6–3            |

### Páros
| Év   | Győztesek                               | Ellenfelek a döntőben                  | Eredmény a döntőben |
| ---- | --------------------------------------- | -------------------------------------- | ------------------- |
| 2003 | Jonathan Erlich / Andy Ram              | Andrew Kratzmann / Jarkko Nieminen     | 6-3, 7-6(4)         |
| 2004 | Justin Gimelstob / Graydon Oliver       | Yves Allegro / Roger Federer           | 5-7, 6-4, 6-4       |
| 2005 | Paul Hanley / Lijendar Pedzs            | Jonathan Erlich / Andy Ram             | 6-7(5), 6-1, 6-2    |
| 2006 | Jonathan Erlich / Andy Ram              | Andy Murray / Jamie Murray             | 6-2, 2-6, 10-4      |
| 2007 | Sonchat Ratiwatana / Sanchai Ratiwatana | Michaël Llodra / Nicolas Mahut         | 3-6, 7-5, 10-7      |
| 2008 | Lukáš Dlouhý / Lijendar Pedzs           | Scott Lipsky / David Martin            | 6-4, 7-6(4)         |
| 2009 | Eric Butorac / Rajeev Ram               | Guillermo García López / Mischa Zverev | 7-6(4), 6-3         |

## Külső hivatkozások
- Hivatalos oldal Archiválva 2010. október 7-i dátummal a Wayback Machine-ben